# Клеобіс і Бітон
Кле́обіс і Бі́тон (грец. Kleobis, Biton) — за аргоською легендою, сини Кідіппи, жриці Гери Аргоської, які самі запряглися в колісницю й повезли свою матір у храм Гери. Мати молилася за синів, щоб богиня подарувала їм щастя як нагороду за синівську відданість. Після жертвоприношення обидва юнаки заснули і більше не прокинулися. Геродот твердить, що цю легенду розповів Солон, коли зустрівся з Крезом.